# Речицьке гетто
Гетто в Речиці (середина листопада 1941 — друга половина грудня 1941) — єврейське гетто, місце примусового переселення євреїв міста Речиця Гомельської області в ході переслідування і знищення євреїв під час окупації території Білорусі військами нацистської Німеччини у період Другої світової війни.

## Окупація Речиці
Напередодні Другої світової війни, за переписом 1939 року, євреї в Речиці становили 24 % населення — 7 237 осіб з 29 796 жителів.
Німецькі війська зайняли розташовану в глибинці Речицю тільки 23 (28) серпня 1941 року, і окупація тривала 2 роки і 3 місяці — до 18 листопада 1943 року. Оскільки місто було захоплене набагато пізніше інших населених пунктів Білорусі, перші тижні війни його жителі продовжували вести звичне життя. Єврейське населення міста майже нічого не знало про ставлення німців до євреїв, чому евакуювалися хоча і більшість єврейського населення міста, але далеко не всі. А з тих, хто все-таки зважився втекти на схід, багато, дійшовши до Паричів, Гомеля або Лоєва, поверталися.
Збереглися свідоцтва, що голова виконкому Речицької ради депутатів Василь Кострома; інструктор райкому партії по Речицькому району, голова евакуаційної комісії та член райради Зелік Добрушкін; голова міськкому спілки працівників просвіти Сара Рабинович ходили по єврейських домівках, розповідали, що німці вбивають всіх євреїв поспіль, і вмовляли евакуюватися.
На рішення тікати перед приходом німців у багатьох євреїв Речиці вплинув перегляд у 1939 році фільму «Родина Оппенгейм» за романом Фейхтвангера і п'єси Ф. Вольфа «Професор Мамлок». Також про ставлення нацистів до євреїв — знущання, примусову працю і розстріли, що вже траплялися — розповідали польські євреї, які опинилися в Речиці наприкінці 1939 року. Але частина євреїв зі старших, пам'ятаючи німців по Першій світовій війні, вважали їх людьми цивілізованими, — які не слід боятися і від яких немає сенсу тікати.
Частина євреїв покинула місто на баржах вниз по Дніпру. Інша частина поїхала поїздом у напрямку Брянська. До середини серпня евакуація стала можлива тільки на південь через Лоєв, а потім через Україну на схід. Деякі групи біженців вибрали неправильний напрямок і загинули. Наприклад, Самуїл і Соша Селецькі всією сім'єю рушили з Речиці в північному напрямку по дорозі на Озерщину, але по дорозі на них напали кілька місцевих мешканців і всіх пограбували та вбили.
Після захоплення міста територія Речицького району була приєднана до Житомирського генералкомісаріату райхскомісаріату Україна. У Річиці були почали функціонувати органи окупаційної влади і каральні організації — гестапо під командуванням Георга Галюндера, служба безпеки (СД), місцева поліція безпеки, місцева цивільна поліція, таємна польова поліція (ГФП), польова районна жандармерія на чолі з начальником Фішером, шуцполіція (охоронна поліція), вахткомпанія (караульна команда при військовій комендатурі) і загін військ СС.
Поліцейська ділянка розмістилася в колишньому будинку доктора Жолквера на Вокзальній вулиці, поліцейська управа зайняла будівлю колишнього райвиконкому на вулиці Радянській, а начальником поліції окупанти поставили колишнього бухгалтера хлібозаводу Коржевського. Бургомістром Річицького і Лоєвського районів став місцевий німець Карл Герхард, а його помічником — Чаловський.

## Створення гетто
Нацисти відразу почали проводити антиєврейську політику. Євреям було наказано носити нашиті спереду і ззаду жовті шестикутні зірки, а на спині також написати крейдою «Jude». Також їм були категорично заборонено з'являтися в громадських місцях і мати будь-які стосунки з неєвреями. Покарання за порушення цих заборон було тільки одне — розстріл.

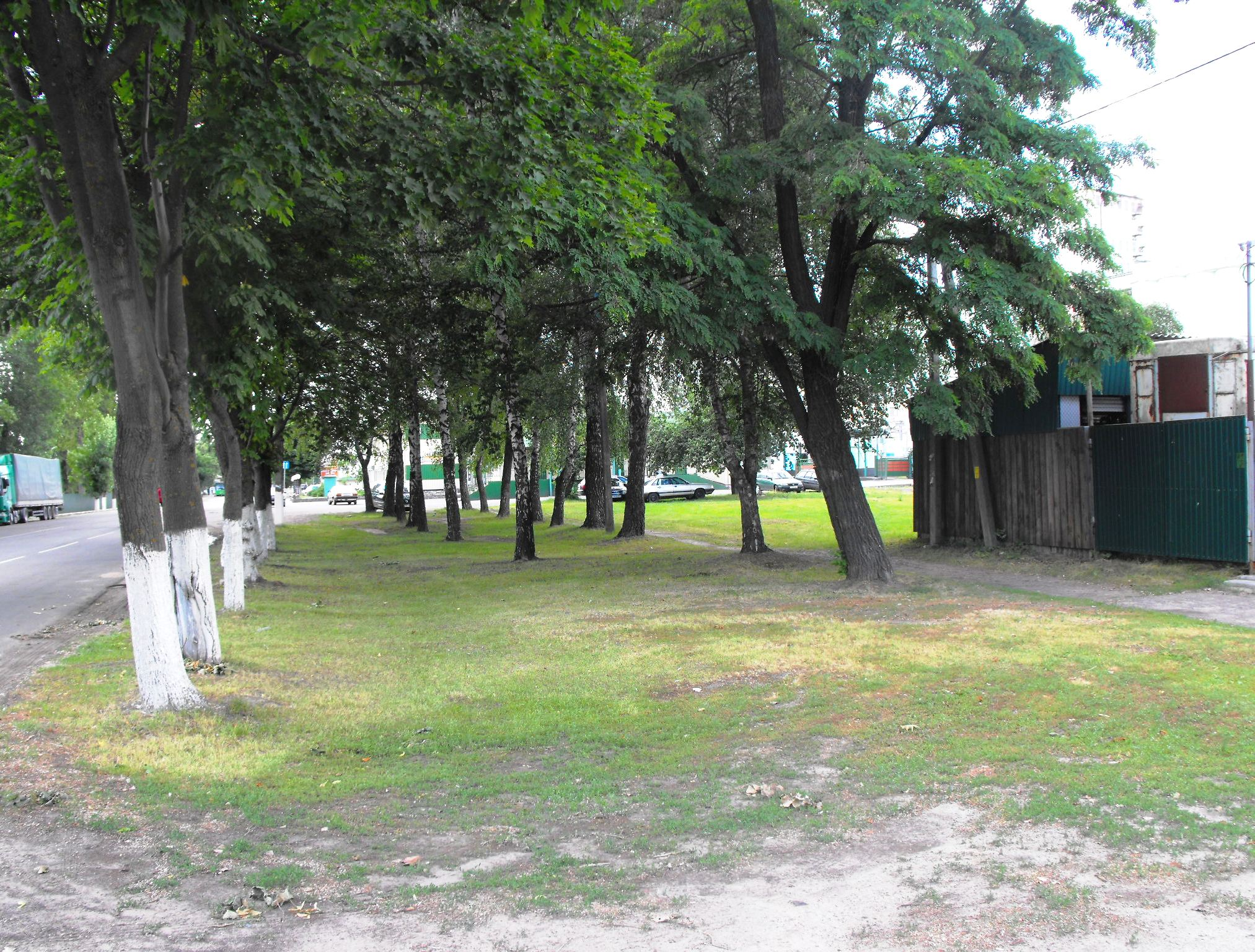
Місце (пустир праворуч), де під час нацистської окупації знаходилася будівля гуртожитку, в якому німці організували в Річиці гетто. Знаходиться на вулиці 10 років Жовтня біля будинку № 7.

Євреїв почали вбивати відразу після окупації — німці та поліцаї часто розстрілювали євреїв по одному або невеликими групами, даючи волю своїм садистських схильностей. Наприклад, у перші дні після захоплення міста, Зельде Блюмкіной глумливо наказали втопити в Дніпрі своїх трьох дітей. Вона відмовилася це зробити, і її втопили разом з ними. У жовтні 1941 року обер-єфрейтор Гайнц Фішер, який їхав на мотоциклі з водієм, зустрів 9 євреїв, серед яких було четверо дітей, і всіх застрелив.
Вбивали євреїв і місцеві жителі. Так, кілька єврейських сімей (сім'я Шмуеля Френкеля — п'ятеро, включаючи трирічної дитини, Маня Еренбург з однорічним сином та інші), всього близько 20 осіб, вже після окупації намагалися вибратися з Речиці на возах. Коли вони від'їхали від міста на 6-8 кілометрів, на них напали жителі села Бронне і вбили всіх, включаючи немовлят. Пограбовані тіла вбивці закопали. Після війни сестра Шмуеля Френкеля Естер-Фрада Копаровська домоглася слідства і суду, і деякі з убивць опинилися у в'язниці (але були амністовані вже в березні 1953 року).
На початку вересня німці і поліцаї зібрали понад 200 чоловіків-євреїв у віці від 15 до 50 років нібито для відправки на відновлення моста через Дніпро, відвели до кладовища в двох кілометрах західніше Річиці і всіх розстріляли. За офіційним звітом айнзатцкоманди 7b число цих жертв склало 216 осіб (за іншими даними — понад 300).
Через півтора тижні після окупації нацисти викликали колишнього меламеда (єврейського вчителя) Маленковича (Малінковича), який працював до війни бухгалтером, в комендатуру (розміщувалася в школі № 6) і змусили переписати залишилися євреїв Речиці (незабаром його вбили — ще до створення гетто). У 20-х числах листопада 1941 року німці, реалізуючи гітлерівську програму знищення євреїв, зігнали всіх євреїв у гетто. Річицьке гетто було організовано у двох двоповерхових будівлях у фабричному районі міста на території колишньої в'язниці на розі вулиць Фрунзе і Радянської. В'язнями стали не менше 785 сімей річицьких євреїв, і до них також приєднали військовополонених, комуністів і радянських активістів (незабаром убитих разом з євреями).

## Умови в гетто
Нацисти, створюючи гетто в Речиці, переслідували тільки одну мету: зібрати всіх євреїв міста для якнайшвидшого їх знищення в одному місці, і тому не збиралися створювати хоч скільки-небудь стерпні умови для приречених людей.
Територія гетто була обнесена колючим дротом висотою близько 2 метрів і ретельно охоронялася поліцаями. Вхід і вихід був можливий тільки через прохідну будку.

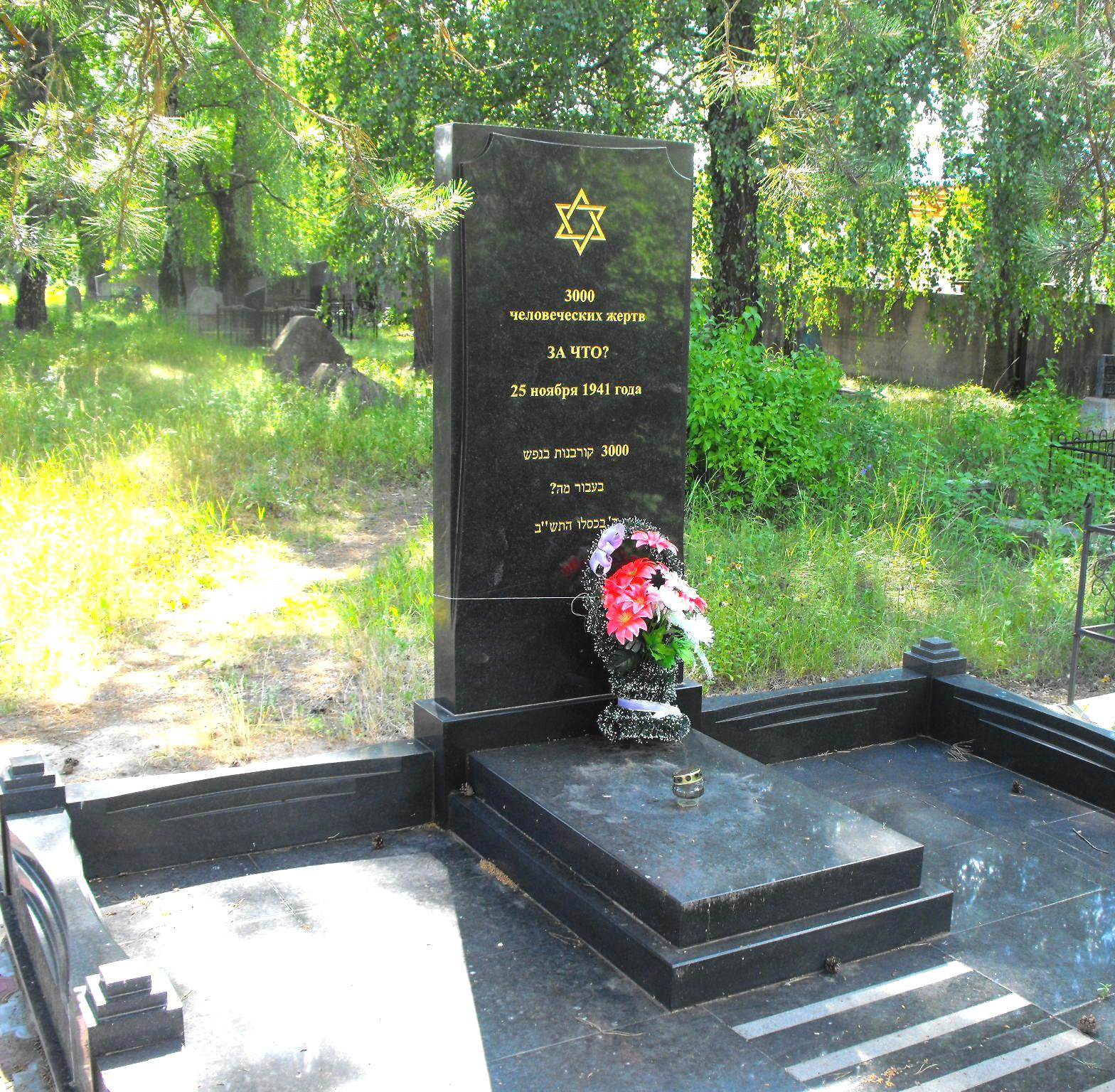
Один з пам'ятників загиблим нацистами євреям Річицького гетто. Знаходиться на території єврейського кладовища.

Євреїв містили в такій дикій тісноті, по 40 чоловік у кожній кімнаті, що люди могли тільки стояти. Присісти ставало можливо тільки вдень, коли працездатних забирали на роботи. Людей, що помирали від голоду, безкарно били і принижували. У них відбирали цінності і змушували виконувати самі брудні та важкі примусові роботи.
На єврейському кладовищі вандали-окупанти влаштували стрільбищі, використовуючи надгробки як мішені.
Багатьом німцям і поліцаям було нудно просто вбивати євреїв, і вони відкрито демонстрували свої садистські нахили. Ось деякі з задокументованих випадків:
- Робочого Юдку Левіковича Сміловіцького запрягли в сани влітку замість коня і спробували змусити його дружину Таврую Хацкелевну поганяти чоловіка батогом. Вона відмовилася, і Юдку вбили у неї на очах. Таврую відправили в Річицьку в'язницю, а коли її п'ятирічний син Льова спробував через паркан передати матері вузлик з продуктами, його застрелив охоронець з вишки.
- Сімдесятирічну Басю Ароновну Смиловицьку живий кинули в льох будинку по вулиці Комсомольській і декількох днів спостерігали, як вона в муках помирала. Хану Шпилевську прив'язали до мотоцикла, змусили бігти, а коли жінка впала, її під регіт німців і поліцаїв ще довго тягали по землі, а потім добили.
- Одного старого єврея прив'язали мотузкою за шию і періодично опускали в колодязь перед групою євреїв як глядачами — всіх потім розстріляли.
- Шейндел Ресіну запрягли віз, возили на ній з річки воду, змушуючи їсти сіно, а потім застрелили. Також німці вчинили і з Ароном Атласом.
- Дружину Арона Атласа, Фаню Атлас, німці прив'язали за волосся до запряженій возі і волочили по вулиці, а потім вбили. Точно також вбили Шолома Гутіонтова.
- Міхула Казовського, 60-річного, змусили возити на бочці з водою паралізовану дружину Мар'ясю, а потім по-звірячому побили і вбили.
- На кравця Лейбу Генін, який ховався в селах, хтось доніс німцям. Його схопили, запрягли у воза і возили на ньому воду, а потім розстріляли.

## Знищення гетто
У другій половині листопада 1941 року в Речицю прибув новий комендант Олександр Майєр, який перед вступом на посаду зажадав, щоб у місті не залишилося жодного живого «жида і комуніста». За відомостями ЩДК, 25 листопада 1941 року, в чотири години дня, до воріт гетто підігнали сім критих вантажних автомобілів. В'язням збрехали, що їм належить робота в радгоспі з прибирання овочів. У кожну вантажівку садили по кілька десятків євреїв, яких вивозили до протитанкового рову, вырытому місцевими жителями в районі кістково-туберкульозного санаторію під час підготовки до оборони в липні 1941 року.
Біля рову євреїв вивантажували, заганяли по 15-20 чоловік на дно і вишикували в ряд. Потім у приречених людей забирали прикраси і п'яні карателі розстрілювали їх з автоматів. Кілька чоловік молодше намагалися втекти, але були застрелені. Так до четвертої години дня було вбито понад 3 000 річицьких євреїв.
Євреїв, які не з'явилися в гетто за наказом, німці та поліцаї продовжували ловити і приводити в гетто до 12 грудня. Так само в гетто потрапило і багато євреїв з довколишніх сіл. Цих євреїв продовжували щодня вбивати в різних місцях ще до другої декади грудня. Більшість арештів і розстрілів виробляв розміщувався на вулиці Луначарской, 82 спеціальний німецький каральний загін. Крім протитанкового рову, розстріли проводилися в лісі по дорозі на село Озерщина, на околиці села Бронне, біля метизьного (гвоздильного) заводу і біля винзаводу, на території самого гетто, на єврейському кладовищі і на фундаменті колишньої кам'яної синагоги.
В кінці листопада 1941 року одна машина відвезла євреїв на розстріл до села Озерщина, а на початку грудня туди ж привезли і вбили ще 80 євреїв. Також на початку грудня 1941 року німці та поліцаї завантажили близько 20 євреїв на автомашину, повезли на південь від міста, на селі Бронне, і розстріляли. Приблизно 15-18 грудня 1941 року три вантажівки привезли євреїв до протитанкових ровах в двох кілометрах на південь від міста в напрямку винного заводу. Паралізованого Лейбу Рябенького закинули у кузов вилами. Приречених людей на сильному морозі змусили повністю роздягнутися і розстріляли. Грудних дітей німці забирали у матерів, підкидали в повітря і стріляли по них.
Приблизно 20 грудня 1941 року були вбиті останні євреї Речиці і гетто було повністю ліквідовано. Під час останньої, самої великої «акції» (таким евфемізмом гітлерівці називали організовані ними масові вбивства) загинуло близько 500 осіб. В'язнів заздалегідь змусили викопати велику яму. Один німецький жандарм розбивав жертвам голови кийком і зіштовхував у яму, а другий добивав їх пострілами.

## Організатори і виконавці вбивств
Особливо жорстокими були поліцаї Іван Радченко, Людвіг Смольський, Федір Євланов, Павло Метушка, Микола Макаров, Іван Ніпомуїши, капрали Олександр Ермольчік, Антон Комаровський, віце-капрали Василь Бульбанов, Адам Лещенко, Олексій Бєлов, Антон Жил'як, головний вахмістр жандармерії Арно Ратайчак, за що були відзначені окупаційною владою нагородами і званнями. Поліцаї Мельніков і Яків Крук особливо відзначилися в переслідуваннях, тортурах і вбивствах євреїв.
Задокументовані випадки вбивства євреїв і жителями Річиці. Янкеля Рожавського, який намагався втекти з міста в день окупації, вбив сусід. Відразу після окупації Річиці Сару-Рашу Шерман вбив сусід-поліцай. Житель Річиці Гарай пограбував і вбив старого Кравцова. У Соснівської німці розстріляли сина і чоловіка, після чого до неї прийшла сусідка, заколола її вилами і забрала речі. Йосип Малінкович зумів втекти з-під розстрілу, але у дворі будинку його вбив сусід.
На семирічну Хану Мнускіну донесли, і поліцаї її вбили. П'ятирічний Абрам Васілевицький майже рік ховався в ямі під сараєм у Ганни Закревської, — його виявив і власноруч застрелив один з поліцаїв. Поліцаї розстріляли і Двойру Меламед з донькою та онуком, ховалися в сім'ї Ковалевських.
Після звільнення Речиці тільки частина поліцаїв були засуджені і покарані. На центральній площі Речиці, поруч з колишньою комендатурою, встановили 6 шибениць, на яких партизани бригади В. П. Кожара повісили виявлених у підвалах будинків німців і поліцаїв. Багато річицьких поліцаїв встигли втекти і сховатися — тільки за офіційними даними з німцями Річицького району пішли 120 місцевих колабораціоністів. Ще більше число колишніх поліцаїв відразу після звільнення пішли на службу в Червону армію і уникли таким способом покарання.

## Випадки порятунку
Тільки трохи євреїв, які опинилися в Речиці під окупацією, вдалося врятуватися, і не всі їх імена встановлені. Таврую Кофман врятував в селі Жмуровці жителя Горошкова. У селі Казазаєвці ховали і врятували Григорія Славіна. У Річиці літня Єлизавета Гаврилова з допомогою подруг ховала у себе кількох єврейських дітей. Вту (Гіту) Шустіну з дітьми ховав у погребі в селі Казазаєвці один з місцевих жителів, незважаючи на погрози сусідів видати їх, — а за переховування євреїв загрожувала смертна кара.
11-річна Лариса Урецкая (в шлюбі Бородич) зуміла втекти з гетто. Мати вночі проштовхнула її під колючим дротом і сказала бігти до Лідії Назарової. Поліцаї стріляли по дитині, але промахнулися. Назарови не могли довго ховати дівчинку, тому що їх сусідом був поліцай, який знав її в обличчя. Ларису забрала Олена Богданова, і півтора року ховала дівчинку у себе і друзів: Горшкових, Ференцевих, Козорєзових, Станкевичів і навіть в будинку бургомістра, поки в травні 1943 року її не переправили в партизанський загін (цю історію описав Ілля Еренбург в оповіданні «Перемога людини»).

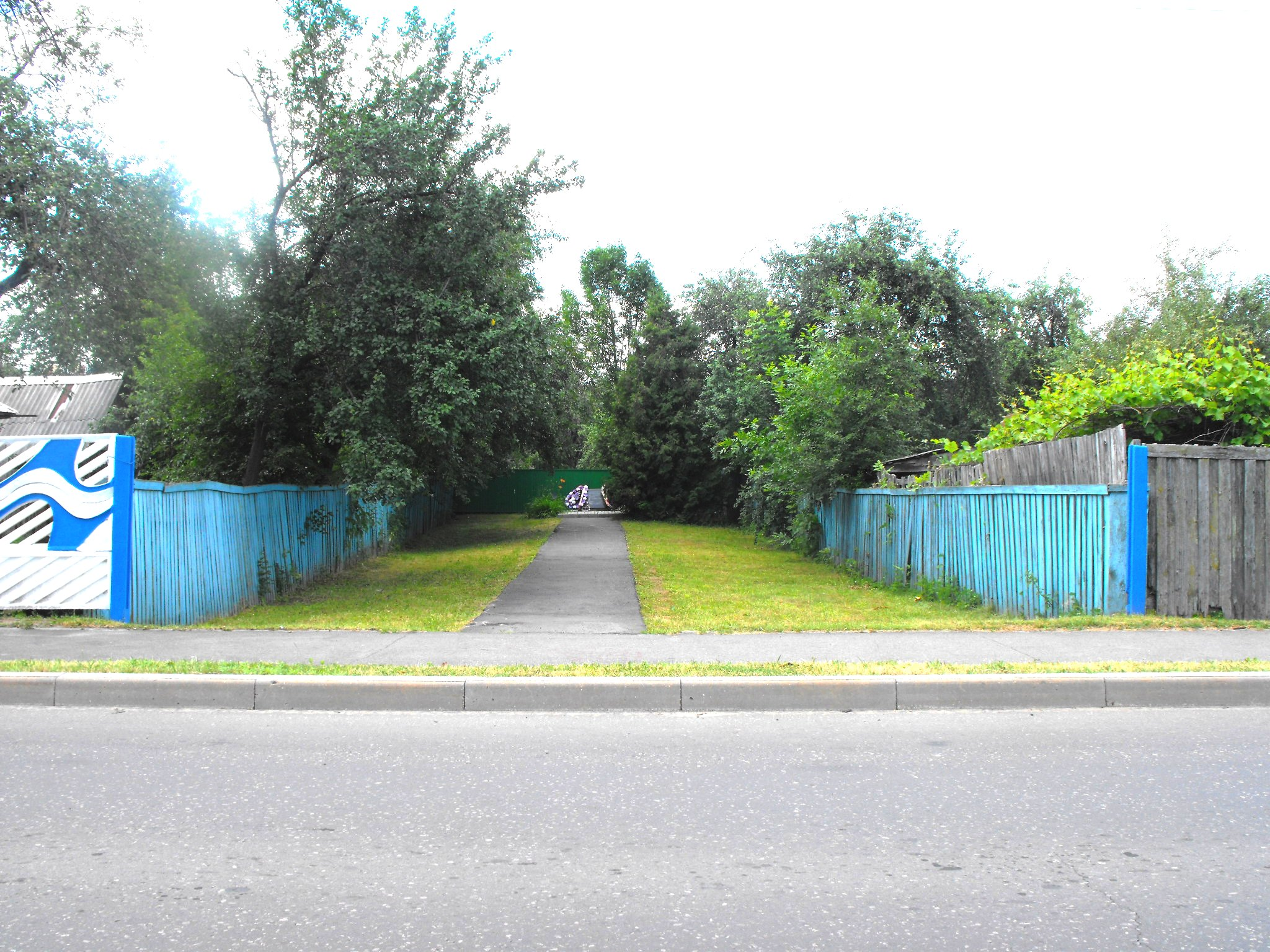
Один з пам'ятників загиблим євреям Речицького гетто. Знаходиться на вулиці Фрунзе між будинками № 44 і 46.

Ольгу Фуксон і її дочку Катерину, поранених під час розстрілу, витягнув з-під тіл убитих якийсь старий, а потім вони пішли в село Василевичи Поліської області. Не знали її місцеві жителі С. Сопот, Н. Брель і Є. Шульга ризикнули підтвердити, що вона уродженка німецької колонії, що втекла з колгоспного обозу під час депортації. Бургомістр повірив і навіть найняв її домробітницею, а Ольга передавала партизанам відомості, почуті в будинку бургомістра.
Зв'язкова-підпільниця Ольга Аніщенко (Оніщенко) вкривала Марію Рохлину у своїй квартирі на 1-й Набережній, 1. Про це доніс у поліцію її сусід Лука Козяєв, і Марію заарештували, але вона змогла втекти і врятуватися, приєднавшись до партизанів. Також зуміли втекти з Річиці і потрапити в партизанські загони Гершон Ольбінський, Наум Стругач, Ізраїль Дубровський, Лейба Глухівський, Хема Глускін, Наум Фарбер, Залман Точільников та інші.
Відомий один випадок допомоги з боку німців. У вересні 1941 року німецький інженер-будівельник, відновлюючий міст через Дніпро, дав можливість врятуватися єврейській родині Добрушкіних і їх родичам, що втік з Річиці. Він не тільки допоміг їм потай і швидко перейти по мосту, але навіть особисто переніс одного з їхніх дітей.

## Праведники світу
Див. також Праведники світу в Білорусі
Жителька Річиці Лідія Антонівна Атаманчук знайшла у напівзруйнованій синагозі сувій Тори і ховала його весь час окупації.
Кілька жителів Речиці і району були удостоєні почесного звання «Праведник народів світу» від ізраїльського меморіального інституту «Яд ва-Шем» «в знак глибокої вдячності за допомогу, надану єврейському народу у роки Другої світової війни»:
- Олена Богданова (посмертно).
- Ольга Аніщенко (Оніщенко) — врятувала Райхліну Машу в Речиці.
- Біла Юліана і Білий Філіп — врятували Нехензона Якова в селі Василевичи.
- Сліжевська-Целуйко Гелена — врятувала Пікман Басю в селі Бобри.
- Сопот Олександра і Сопот Степан — врятували Нехензона Якова в селі Василевичи.

## Пам'ять
За офіційними радянськими даними, за три роки німецької окупації у Речиці загинуло 4 395 мирних жителів — 4 190 городян і 205 військовополонених. Більше 75 % жертв (3 500 осіб) становили євреї. Річицькій комісії сприяння ЩДК СРСР вдалося ідентифікувати лише 819 з них.
За даними тієї ж ЩДК, в Річиці були розстріляні 785 сімей євреїв, або близько 3 000 чоловік. За іншими даними і свідченнями, в Річиці були вбиті 1 300 — 1 400 євреїв. Якщо ЧКГ дійсно завищила масштаби втрат у Речиці, то це не була винятком — таким чином комісії поводилися і в ряді інших міст СРСР, іноді завищуючи дані для майбутнього Нюрнберзького трибуналу над нацистами.
У 1946 році колишній фронтовик Хаїм Гуменнік (Гуменік) за участю Цалера Василевицького і Авраама Довжика організував з родичами перепоховання останків розстріляних євреїв з протитанкового рову на єврейське кладовище міста. На наступний день після початку робіт по ексгумації на це місце прибув голова міськвиконкому в супроводі міліції і заборонив продовжувати перепоховання, пообіцявши встановити на цьому місці пам'ятник. І дійсно, недалеко від цього місця, біля кістково-туберкульозного санаторію, на вулиці Фрунзе, пам'ятник було встановлено.
Прах загиблих, який євреї вже встигли зібрати в перший день, були з молитвами перепоховані у братській могилі на єврейському кладовищі. Над цієї могилою в тому ж 1946 році євреї зібрали гроші і, без дозволу і допомоги влади, поставили простий цегляний пам'ятник з шестикінечною зіркою. На аркуші бляхи, прибитом до пам'ятника, написали: «Тут поховані мирні люди, убиті гітлерівцями 25 листопада 1941 р. Рідними вони віддані землі і Бога. Кров людська марно не повинна пролитися».
Приблизно в цей же час (в 1973 році) неподалік від братської могили були перепоховані останки та встановлено пам'ятники впізнаним братам Лур'є, а також загиблим в саду на розі вулиць Чапаєва та Вокзальній (зараз Сыдько) Хацкелю Каганові, Гилелю Ресину, Шмуэлю Чертку, Авраамові Срібного та Мойше Пінському. По дорозі до селі Озерщина, недалеко від Річиці, де нацисти розстрілювали євреїв і неєврейських жителів Річиці, також був встановлений пам'ятник.
У 1994 році на місці старого цегляного пам'ятника був побудований новий мармуровий з написом «3000. За що?» — присвячений всім жертвам Катастрофи в Речиці. Пам'ятник звели на пожертви громадян Ізраїлю — вихідців з Річиці, при підтримці об'єднання «Червоний Жовтень» і гідролізного заводу.
Серед перепохованих у 1946 році був Гілель Ресін, дідусь Володимира Ресіна. У 2008 році Володимир Ресін відвідав Рєчицю, і на могилі, де покояться останки його діда, був встановлений новий пам'ятник.
У 1999 році обеліск жертвам геноциду євреїв на кладовищі був розколотий на частини — і це не єдиний випадок вандалізму на єврейських могилах в Річиці.